# The Curse (Omen)
The Curse è il terzo album in studio del gruppo musicale epic metal statunitense Omen uscito nel 1986.

## Il disco
Il disco è stato pubblicato in vinile nel 1986 da Enigma Records negli Stati Uniti e da Metal Blade Records per l'estero, in Europa è stato distribuito da Roadrunner Records.
A novembre del 1996 è stato stampato in edizione limitata in CD con l'aggiunta di sei tracce dell'EP Nightmares uscito nel 1987 e contenente la cover della canzone Whole Lotta Rosie degli AC/DC registrata durante un concerto della band.
Questo album è considerato l'ultimo della formazione classica, che vedeva alla voce J.D. Kimball, e insieme ai due precedenti conclude quello che è ritenuto il periodo migliore della band, sia per capacità compositiva che per spessore tecnico.

## Tracce
1. The Curse – 5:46
2. Kill on Sight – 4:50
3. Holy Martyr – 4:02
4. Eye of the Storm – 4:11
5. S.R.B. – 5:47 – (strumentale)
6. Teeth of the Hydra – 5:59
7. At All Cost – 5:26
8. Destiny – 3:24
9. Bounty Hunter – 4:25
10. The Larch – 1:35 – (strumentale)

### Tracce bonus del CD
EP - Nightmares (1987)
1. Nightmares – 2:51
2. Shock Treatment – 2:41
3. Dragon's Breath – 3:00
4. Termination – 3:33
5. Bounty Hunter – 4:24
6. Whole Lotta Rosie (live) (cover degli AC/DC) – 3:55

## Formazione
- J.D. Kimball - voce
- Kenny Powell - chitarra
- Jody Henry - basso
- Steve Wittig  - batteria